# Адаменко, Вячеслав Михайлович
Вячеслав Михайлович Ада́менко — советский и российский тренер по тяжёлой атлетике, Заслуженный тренер России.

## Биография
В 1970—1980-х годах работал тренером в Грозном в спортивном обществе «Динамо». Вырастил много высококлассных тяжелоатлетов. В связи с нестабильной обстановкой в Чечне в 1990-х годах вынужден был покинуть республику. В настоящее время работает тренером в Будённовске.

## Известные воспитанники
- Балаев, Руслан — обладатель Кубка СССР, призёр чемпионата Европы, чемпион Игр доброй воли 1986 года, мастер спорта СССР международного класса;
- Баматалиев, Аслан Вахаевич — призёр чемпионатов России, Мастер спорта России международного класса;
- Битиев, Ризван — серебряный призёр чемпионата России 1993 года, мастер спорта России;
- Мусаев, Рамзан Хаважиевич — чемпион и призёр чемпионатов СССР и России, обладатель Кубка России, призёр чемпионата Европы, победитель многих международных турниров, мастер спорта СССР международного класса;
- Эдиев, Асламбек Лечиевич — 5-кратный чемпион России, призёр чемпионатов Европы и мира, заслуженный мастер спорта России;
- Эльмурзаев, Ибрагим — призёр чемпионатов России.